# Brownell (Kansas)
Brownell é uma cidade localizada no estado americano de Kansas, no Condado de Ness.

## Demografia
Segundo o censo americano de 2000, a sua população era de 48 habitantes.
Em 2006, foi estimada uma população de 41, um decréscimo de 7 (-14.6%).

## Geografia
De acordo com o United States Census Bureau tem uma área de
0,5 km², dos quais 0,5 km² cobertos por terra e 0,0 km² cobertos por água. Brownell localiza-se a aproximadamente 736 m acima do nível do mar.

## Localidades na vizinhança
O diagrama seguinte representa as localidades num raio de 28 km ao redor de Brownell.